# القوانين الفقهية
القوانين الفقهية كتاب وضعه مصنفه ابن جزي الكلبي في قوانين الأحكام الشرعية ومسائل الفروع الفقهية على مذهب إمام المدينة أبي عبد الله مالك بن أنس وقد زاد إلى ذلك التنبيه على كثير من الاتفاق والاختلاف الذي بين الإمام مالك بن أنس وبقية المذاهب الحنفية والشافعية والحنابلة لتكمل بذلك الفائدة ويعظم الانتفاع.